# Lövsele
Lövsele är en by i Lövångers socken i Skellefteå kommun, Västerbotten. Byn ligger vid väg E4, öster om Lövseleån, cirka 5 km söder om Lövånger.
Fram till 1951 var namnet på byn Kräkånger. Förleden "kräk" kommer från ett dialektord som betyder "skarp vinkel" medan "ånger" i ortnamn brukar betyda "havsvik". Bygdeforskare hävdar dock att detta är långsökt och menar att 'kräk' var i bygden sedan gammalt ett frekvent använt ord för kreatur. Tolkningen skulle då istället vara 'Kreatursviken' , för att korna, getterna och fåren betade längs stränderna. Namnet skulle då kunna komma från den havsvik som i forntiden sträckte sig från Lövånger upp till Bureå i den dåtida Lövångersfjärden.

## Fotnoter
1. ↑  Lars-Erik Edlund. "Kåddis, Hjåggböle och Hej" i Svenska Turistföreningens årsbok 2001, s.33, ISSN 0283-2976